# Lotus (Elisa)
Lotus è il quarto album in studio della cantautrice italiana Elisa, pubblicato il 14 novembre 2003 dall'etichetta discografica Sugar Music.
Promosso dal singolo Broken, l'album presenta rielaborazioni acustiche di brani del repertorio dell'artista, inediti e cover. La pubblicazione dell'album è stata seguita da quella di un doppio DVD.

## Descrizione
(Elisa)
Concept album incentrato sulla bellezza e la pace della natura, Lotus contiene cover, un greatest hits e vari inediti (anche se l'intento iniziale era di fare un live). Il disco è composto da tre cover, sette brani precedenti riarrangiati in chiave acustica e sei brani inediti. Due cover sono di artisti stranieri: Hallelujah di Leonard Cohen e Femme Fatale dei Velvet Underground. La terza è un riarrangiamento di Almeno tu nell'universo, altra cover dal repertorio di Mia Martini (scritta da Bruno Lauzi e Maurizio Fabrizio) pubblicata qualche mese prima. L'intero disco è eseguito come un concerto da teatro. Elisa ha affermato che il nome Yashal (pronunciato con l'accento sulla seconda A) significa "evviva la vita" in lingua navajo e che si riferisce a "una persona che non c'è".

## Artwork e copertina
La copertina dell'album è una fotografia di un fiore di loto scattata dalla stessa Elisa.

## Promozione

### Singoli
L'album è stato anticipato di quattro settimane dal singolo di successo Broken, che ha raggiunto la posizione 3 della classifica di vendita.
All'uscita del disco fu attivato un sito internet dedicato all'album contenente informazioni sull'album e materiale multimediale.
Il disco è stato supportato da un tour teatrale tenutosi in Italia da novembre 2003 a febbraio 2004. Lotus è stato al centro anche di un altro tour, tenutosi nel 2005, che univa le canzoni di questo album e del successivo.
Uno showcase di presentazione dell'album si è tenuto il 10 dicembre 2003 ad una trasmissione di MTV che è stata registrata e successivamente pubblicata su DVD.
Il 9 febbraio 2004, infine, è stato pubblicato come singolo promozionale, il brano Electricity, di cui è stato realizzato un videoclip diretto da Leone Balduzzi.

### Edizioni
L'album è stato pubblicato in quattro formati diversi, tra cui il vinile e il Super Audio CD.
L'album uscito nel 2003, distribuito dalla Universal Music, fu venduto fino al 2006 e fu pubblicato in una custodia digipak apribile in due parti, dove alloggiava il "booklet", che in realtà era un poster con i testi dei brani inediti e alcune foto. Da gennaio 2006 Lotus è distribuito dalla Warner Music e da allora il CD è venduto nella comune custodia jewel case. Il 1º giugno 2009 è stato pubblicato in edicola in una serie di CD e DVD di Elisa pubblicata dal Corriere della Sera. Il CD è contenuto in una inedita custodia Discbox Slider in cartoncino comprensivo di booklet.
Lotus fu il primo album di inediti di Elisa che è stato pubblicato anche in vinile (Nel 2013 viene pubblicato "L'Anima Vola" anche in vinile). In quest'edizione, pubblicata il 29 novembre 2003, manca Almeno tu nell'universo e le altre tracce sono distribuite su due dischi e disposte in un ordine diverso dalle altre versioni. Esiste anche in versione promozionale prodotta in mille copie.
Altro formato è il Super Audio CD. Questa versione, ibrido CD/SACD leggibile anche dai lettori CD, contiene l'album in audio ad alta definizione e multicanale (ad eccezione di Luce (tramonti a nord est) e Almeno tu nell'universo, presenti in stereo sul layer CD soltanto) e include anche un DVD con un documentario diretto da Luca Guadagnino intitolato The Making of Lotus, incentrato sulla genesi dell'album. Quest'edizione è stata pubblicata in tiratura limitata di diecimila copie, sempre in digipak con il booklet in formato poster.

## Accoglienza
Gianni Sibilla di Rockol definisce il progetto «un album a tema» che è in grado di «mostrare la maturità artistica» della cantante, nonostante non ne apprezzi la lunghezza, ritenendo che con «atmosfere del genere, [70 minuti] sono davvero troppi, e il rischio noia è in agguato». Sibilla definisce gli arrangiamenti «sobri, minimalisti senza essere scarni» mentre il suono «pulito, cristallino, perfettamente al servizio della voce potente di Elisa», apprezzando generalmente il rimaneggiamento dei vari brani, sebbene ritenga che alla cover di Hallelujah «la voce e l’interpretazione di Elisa non possono davvero aggiungere nulla».

## Tracce
Testi e musiche di Elisa Toffoli, eccetto dove indicato.

### Versioni CD, MC e SACD
1. Hallelujah – 7:26 (Leonard Cohen)
2. Rock Your Soul – 4:52
3. Broken – 4:20
4. Femme Fatale – 4:40 (Lou Reed)
5. Sleeping in Your Hand – 5:46 (testo: Elisa Toffoli, Catherine Marie Warner – musica: Elisa Toffoli, Corrado Rustici)
6. Labyrinth – 4:56 (testo: Elisa Toffoli, Catherine Marie Warner)
7. Beautiful Night – 5:37
8. Almeno tu nell'universo – 4:53 (testo: Bruno Lauzi – musica: Maurizio Fabrizio)
9. Electricity – 4:10
10. The Marriage – 4:34
11. Yashal – 5:28
12. Stranger – 4:39
13. Luce (tramonti a nord est) – 4:27 (testo: Elisa Toffoli, Zucchero Fornaciari)
14. Gift – 3:58
15. Interlude – 3:43
16. A Prayer – 4:35

### Versione LP
Lato A
1. Hallelujah – 7:26 (Leonard Cohen)
2. Rock Your Soul – 4:52
3. Yashal – 5:28

Lato B
1. Broken – 4:20
2. Femme Fatale – 4:40 (Lou Reed)
3. Beautiful Night – 5:37
4. Labyrinth – 4:56 (testo: Elisa Toffoli, Catherine Marie Warner)

Lato C
1. Sleeping in Your Hand – 5:46 (testo: Elisa Toffoli, Catherine Marie Warner – musica: Elisa Toffoli, Corrado Rustici)
2. Luce (tramonti a nord est) – 4:27 (testo: Elisa Toffoli, Zucchero Fornaciani)
3. Electricity – 4:10
4. The Marriage – 4:34

Lato D
1. Stranger – 4:39
2. Gift – 3:58
3. Interlude – 3:43
4. A Prayer – 4:35

## Musicisti
- Elisa: voce, chitarra acustica, pianoforte, organo Hammond
- Andrea Rigonat: chitarra a 12 corde, chitarra portoghese, chitarra elettrica, chitarra classica, pedal steel guitar
- Christian "Noochie" Rigano: tastiera, sintetizzatore, pianoforte, organo Hammond, Fender Rhodes
- Max Gelsi: basso, basso fretless
- Andrea Fontana: batteria, percussioni, djembe, surdo, bastone della pioggia, congas, darbuka, shaker, steel drum
- Rita Marcotulli: pianoforte

## Successo commerciale
Con quattro dischi di platino per le oltre 400 000 copie vendute, Lotus è fino ad oggi l'album di inediti di Elisa che ha venduto maggiormente e, con oltre 78 minuti di durata, il più lungo tra gli album di Elisa finora pubblicati, superato nel 2022 con l'undicesimo album in studio Ritorno al futuro/Back to the Future di 91 minuti.

## Classifiche

### Classifiche settimanali
| Classifica (2003) | Posizione massima |
| ----------------- | ----------------- |
| Italia            | 2                 |

### Classifiche di fine anno
| Classifica (2003) | Posizione |
| ----------------- | --------- |
| Italia            | 12        |
| Classifica (2004) | Posizione |
| Italia            | 23        |

## DVD
Il DVD di Lotus è stato pubblicato il 27 febbraio 2004 ed è composto da due dischi: il primo contiene Live @ MTV Supersonic, lo showcase di presentazione dell'album tenutosi il 10 dicembre 2003 alla trasmissione di MTV, con la regia di Cristian Biondani, mentre il secondo contiene il documentario The Making of Lotus diretto da Luca Guadagnino pubblicato anche con il Super Audio CD (ma qui è in una versione più lunga), accompagnato da quattro performance in studio, i video dei due singoli, alcune interviste e altri contenuti.

### DVD 1:Live @ MTV Supersonic
1. Rock Your Soul
2. Broken
3. Electricity
4. Labyrinth
5. Gift
6. Femme Fatale
7. Luce (tramonti a nord est)
8. A Prayer
9. Hallelujah
10. Yashal
11. The Marriage
12. Sleeping in Your Hand

### DVD 2:The Making of Lotus
- Documentario
- Performance in studio:
  - Almeno tu nell'universo
  - Broken
  - Luce (tramonti a nord est)
  - Rock your soul
- Videoclip:
  - Broken (diretto da Luca Guadagnino)
  - Electricity (diretto da Leone Balduzzi)
- Interviste
- I musicisti
- Rock Your Soul: come nasce e si costruisce un brano
- Foto gallery, testi, spartiti

### Classifiche settimanali
| Classifica (2004) | Posizione massima |
| ----------------- | ----------------- |
| Italia (DVD)      | 3                 |